# Āvālān
Āvālān (persiska: آولان, Odālān, Āvlān, آوالان) är en ort i Iran.   Den ligger i provinsen Östazarbaijan, i den nordvästra delen av landet, 500 km nordväst om huvudstaden Teheran. Āvālān ligger 1 479 meter över havet och antalet invånare är 153.
Terrängen runt Āvālān är kuperad åt nordost, men åt sydväst är den bergig. Runt Āvālān är det ganska glesbefolkat, med 27 invånare per kvadratkilometer. Närmaste större samhälle är Hūrānd, 3,6 km öster om Āvālān. Trakten runt Āvālān består i huvudsak av gräsmarker.